# Narciso Martínez
Narciso Martínez (1911, Reynosa, Tamaulipas, México-1992, San Benito, Texas, E.U.) fue un músico mexicano. Apodado «El Huracán del Valle», empezó a grabar en 1936, y fue pionero la música de conjunto tejano que incluye acordeón, bajo sexto y contrabajo, similar al conjunto norteño de México.
Don Narciso, el primer artista de grabación exitoso en el género de conjunto tejano, realizó cientos de grabaciones de piezas instrumentales bailables enfatizando la parte melódica del acordeón y dejando la parte de bajeo al bajo sextista Santiago Almeida. 
Narciso Martínez ha sido acreedor del premio National Heritage Award por sus contribuciones a una de las tradiciones folclóricas étnicas más importantes en Estados Unidos. Grabó para IDEAL Records y Paco Betancourt en San Benito, Texas, así como para sellos más grandes.
Es el compositor de El Carrejo, pieza musical que toma Intocable para formar parte del álbum Texican, lanzado en 2020.

## Discografía
- Texas-Mexican Border Music, Vol. 10: Narcisco Martinez (9017 Arhoolie Folklyric, 1977)
- Narciso Martinez Vol. 2 - Father Of Tex-Mex Conjunto (LPFL9055 Arhoolie Folklyric, 1989)
- 16 Exitos de Narcizo Martinez (16 Hits of Narciso Martínez) (R y R, 1992)
- El Huracan del Valle (Arhoolie, 1997)
- The Father of Texas-Mexican Conjunto (361 Arhoolie, 2009)
- Narciso Martinez - The Complete Discos Ideal Recordings, Volume 1 (8001 Arhoolie, 2011)
- Narciso Martinez - The Complete Discos Ideal Recordings, Volume 2 (8017 Arhoolie, 2011)